# Diotima
Diotima de Mantinea (en griego: Διοτίμα) fue una sacerdotisa que supuestamente vivió en torno al siglo V a. C. Aparece en El banquete, de Platón: se menciona la figura de Diotima cuando llega el momento de que Sócrates hace su elogio del amor, donde dice que va a repetir lo que tiempo atrás le había dicho Diotima acerca del amor. Estas ideas serían el origen de los conceptos relacionados con el amor platónico. Si hemos de confiar en lo que nos dicen los autores orientados a estudios de género, habría correspondido a un personaje real; no obstante, el hecho de que solo tengamos una sola noticia contemporánea sobre su existencia y su pensamiento ha suscitado serias dudas sobre esto, y más bien se la suele considerar como un personaje de ficción.

## Biografía
Poco se sabe realmente de la vida de Diotima de Mantinea, ya que solo hay un testimonio sobre su vida. Aun cuando se puede encontrar referencias sobre Diotima en la obra Imágenes de Luciano de Samósata, al ser este un autor muy posterior al siglo IV a. C., indudablemente estas se basan en  la aparición del personaje en El banquete, de Platón.
En el diálogo de Platón, una serie de hombres discuten sobre el significado del amor, entre ellos Sócrates es el orador más importante. Él dice que en su juventud aprendió la «Filosofía del Amor» de Diotima, quien fue una sacerdotisa o vidente. Algunos autores por ello se han referido a Diotima como «Diotima la socrática». Sócrates dice además que Diotima prescribió sacrificios mediante los que se libraron con éxito de la plaga que agobiaba a Atenas por diez años. El hecho de que Platón aporte datos concretos sobre ello hace pensar que se trata de un hecho histórico: Gracias a un sacrificio que consiguió que ofreciesen los atenienses en otro tiempo, antes de la peste, hizo retroceder diez años el estallido de la epidemia.
Diotima le da a Sócrates una genealogía del amor, diciendo que es el hijo de la abundancia y la Necesidad.

## La filosofía de Diotima
Platón dice que Eros es, según opinión de Diotima, algo que está entre dios y el ser humano y entre cualidades como bueno y malo, bello y feo. Hace posible que los seres humanos aspiren a la belleza y a la bondad, y que busquen la verdad. Los que más interés ponen en la búsqueda de la belleza y de la bondad son para Diotima los artistas, los filósofos y los políticos. Sobre los filósofos dice que no son ignorantes, ni sabios, sino algo intermedio, al igual que Eros. El elemento a partir del cual Eros actúa es, por consiguiente, el amor, que es para Diotima el camino para alcanzar la inmortalidad. Esto hace referencia tanto al cuerpo como al alma. Se realiza por medio de la reproducción, del arte y de la ciencia. Mientras los individuos vayan teniendo descendencia, una parte de ellos quedará en el mundo, aunque estén muertos. Artistas, políticos y científicos se perpetúan en sus obras a través del poder de Eros.
La supuesta filosofía de Diotima ha sido plasmada únicamente en El banquete, de Platón. Entre el pensamiento de los pitagóricos y el de Diotima, Sócrates y Platón hay una diferencia esencial. Para los pitagóricos existía un mundo en el que todo estaba relacionado. En el pensamiento Platón, puesto en boca de Diotima, existen dos mundos: uno es relativo, perceptible por los sentidos y limitado en el espacio y el tiempo; el otro es eterno y accesible solo a través de la razón. En la historia de la filosofía posterior, se afianzó con fuerza esta «teoría de dos mundos». En filosofía, siempre se tratará de observar, por un lado, lo que se percibe con los sentidos, pero por el otro, se hará con miras a lo que atañe a su esencia, su fundamento, su ser.

## Diotima en la ficción
- MAS, Laura: La maestra de Sócrates (Espasa, 2020).